# Linus Tolke
Per Eskil Linus Tolke, född 15 januari 1966, är en svensk datasystemarkitekt. 

## SvenskMUD
Linus Tolke är skapare och översättare av MUD till svenska, SvenskMUD. MUD står för Multi User Dungeon och är ett textbaserat rollspel på dator där flera spelare kan logga in samtidigt.

## Livet i Linköping
Linus Tolke utbildade sig vid Tekniska högskolan vid Linköpings universitet 1985–1994, och var då aktiv inom datorföreningen vid Linköpings universitet Lysator.
Tolke var aktiv som Wikipediaanvändare vid tiden för uppslagsverkets tillkomst. Han drev linjen att Wikipedia borde finnas i flera språkversioner och skrev sedan det första innehållet på svenskspråkiga Wikipedia år 2001. Den svenskspråkiga Wikipediaversionen blev då den fjärde i ordningen efter de engelska, tyska och katalanska upplagorna.
Tolke är en aktiv radioamatör.